# Marie d'Armagnac
Marie d'Armagnac (vers 1420-1473) est une noble française, fille de Jean IV d'Armagnac et de sa seconde épouse Isabelle de Navarre. Elle devient duchesse d'Alençon par son mariage avec Jean II d'Alençon.

## Biographie
Le 30 avril 1437, Marie devient la seconde épouse de Jean II d'Alençon, veuf de Jeanne d'Orléans. Leur mariage est célébré au château de L'Isle-Jourdain.  
De leur union survécurent les deux enfants suivants : 
- Catherine (1452-1505)[3]
- René d'Alençon (1454-1492)[2]

Marie meurt le 25 juillet 1473 au cloître de Mortagne-au-Perche. Elle est inhumée dans l'église collégiale de Toussaint à Mortagne.
Son époux meurt trois ans plus tard, le 8 septembre 1476 à Paris. 